# Carlos Monk
Carlos A. Monk (Bogota, 7 juni 1964) is een Curaçaos politicus. Hij was namens de partij Pueblo Soberano eerst minister van Bestuur, Planning en Dienstverlening en later minister van Onderwijs, Wetenschap, Cultuur en Sport in het kabinet-Schotte.
Bij de Eilandsraadverkiezingen van 2010 was Monk lijsttrekker van de partij Lista Niun Paso Atras (NPA). Met slechts 336 stemmen wist Monk echter geen zetel te halen. Na het aftreden op 10 mei 2011 van Lia Willems-Martina werd Monk voor PS minister van Bestuur, Planning en Dienstverlening. Monk werkte sinds de verkiezingsnederlaag al als “implementatiemanager” bij hetzelfde ministerie. Op 24 maart 2012 werd Monk minister van Onderwijs, Wetenschap, Cultuur en Sport na het aftreden van Lionel Jansen. 
Carlos Monk kwam enkele malen in opspraak om uitspraken of handelen. Zo noemde hij mensen die gesproken hadden met de commissie-Rosenmöller, die onderzoek deed naar corruptie op Curaçao, "landverraders". 
Een opmerking van Monk in oktober 2011 over de terroristische organisatie FARC (“Ik ben geboren in Colombia en als ik had gewoond in Colombia zou ik lid zijn geweest van de FARC.”) werd breed gezien als het steunen van een terroristische organisatie in een buurland door een minister. Dat leidde tot grote verontwaardiging op Curaçao en een oproep van oppositiepartijen om af te treden. Eerst verklaarde Monk nog dat hij geen excuses zou aanbieden, maar zijn uitspraken voortaan zou verduidelijken. Uiteindelijk kwam Monk twee weken later (december 2011) toch met een rectificatie.
Net voor zijn vertrek naar het ministerie van Onderwijs benoemde Monk zijn rechterhand Ardieth Martha-Merien tot Hoofd van de Dienst van het Vergunningenloket (Bentana di Information). Dit betekende voor haar een sprong van zeven loonschalen. De partij PS stak hier een stokje voor.
Na de val van het kabinet-Schotte kwam Monk niet op de kieslijst voor de Statenverkiezingen van 2012. Partijleider Helmin Wiels liet Monk begin 2013 keihard vallen in een verklaring en hintte er zelfs op dat Monk strafbare feiten had gepleegd (“Vanaf vandaag is het Requiescat In Pace Carlos Monk. Ik vraag me af of bij welk radiostation hij nu gaat reageren. In de Kaya Shèrs (Koraal Specht, een bijnaam voor de gevangenis van Curaçao) hebben zij ook een programma.”) Deze verklaring kwam kort nadat Monk in een radioprogramma Wiels ervan had beschuldigd zijn socialistische principes te hebben laten varen. Monk zocht na deze ruzie toenadering tot de partij MFK van Gerrit Schotte. In oktober 2014 was hij betrokken bij de oprichting van de nieuwe politieke partij Partido Union Kòrsou (PUK).
In de zomer van 2014 werd Monk ervan verdacht een rol te hebben gespeeld in de moord op Helmin Wiels. Monk kwam zelf met het nieuws naar buiten dat hij verhoord was. Monk noemde deze verdachtmaking een 'politieke vervolging'. Na aanvankelijk zwijgen, bevestigde het Openbaar Ministerie later dat Monk gehoord was in de zaak-Maximus, het onderzoek naar de opdrachtgevers van de moord.
In 2014 heeft ex-minister Carlos Monk een nachtje in de cel gezeten om zijn roes uit te slapen. Hij was door de politie van de weg gehaald, nadat een oplettende burger had gebeld dat een automobilist voor hem zeer gevaarlijk reed. Bij zijn aanhouding bleek zijn auto niet gekeurd, zijn belasting niet betaald en zijn auto niet verzekerd. Ook had Monk geen rijbewijs bij zich. Zijn auto is in beslag genomen.